# Olmotega
Olmotega es un género de escarabajos longicornios de la tribu Acanthocinini que contiene una sola especie, Olmotega cinerascens. La especie fue descrita por Pascoe en 1864.
Se distribuye por Molucas. Mide aproximadamente 8 milímetros de longitud.